# (3362) Хуфу
(3362) Хуфу (араб. خوفو‎) — небольшой околоземный астероид из группы Атона, который был открыт 30 августа 1984 года американскими астрономами Скоттом Данбэром и Марией Баруччи в Паломарской обсерватории, США и назван в честь Хуфу (Хеопса), фараона Четвёртой династии Древнего царства Египта (2551—2528 до н. э. или 2589—2566 до н. э.), строителя Великой пирамиды в Гизе.

Орбита астероида Хуфу и его положение в Солнечной системе

Астероид характеризуется очень вытянутой орбитой, из-за чего в процессе своего движения вокруг Солнца он пересекает орбиты сразу трёх планет: Земли, Венеры и Марса, а также является квазиспутником Земли, находясь с нею в орбитальном резонансе 1:1, что позволяет ему оставаться вблизи планеты на протяжении многих орбитальных периодов.